# Ереванский научно-исследовательский институт автоматизированных систем управления
Ереванский научно-исследовательский институт автоматизированных систем управления (ЕрНИИАСУ) — один из ведущих НИИ советского периода в области проектирования ЭВМ и АСУ.
История ЕрНИИАСУ начинается с июня 1956 года, когда по инициативе президиума Академии наук Армянской ССР был основан Ереванский научно-исследовательский институт математических машин (ЕрНИИММ).
Как ЕрНИИАСУ существует с 1992 года, когда ряд подразделений ЕрНИИММ, занятых разработкой вычислительных комплексов и глобальных (территориальных) АСУ, были реорганизованы в Ереванский научно-исследовательский институт автоматизированных систем управления.
Институт работает в области проектирования, разработки, внедрения и сопровождения локальных и глобальных АСУ, создаваемых по заказам организаций и предприятий, как республики Армения, так и бывшего СССР.

## Основные направления деятельности
- Создание высоконадежных вычислительных комплексов
- Создание глобальных (территориальных) АСУ
- Создание информационных систем и баз данных в сетевой среде
- Создание прикладного программного обеспечения
- Создание операционных систем реального времени
- Создание технических средств

## Достижения
- Разработка ЭВМ «Арагац» (1960) на основе схемы машины М-3. Всего было выпущено 4 машины.
- Разработка ЭВМ «Раздан» (1960), «Раздан-2» (1961) и «Раздан-3» (1965).
- Разработка вычислительного комплекса «Маршрут-1», предназначенного для автоматизации процесса продажи железнодорожных билетов, на базе ЭВМ «Раздан-3». Группа разработчиков награждена Государственной премией Армении.[1]
- Разработка серии малых ЭВМ «Наири» (1960—1970 годы), институт удостоен Государственной премии СССР.[1]
- Разработка двухмашинного специализированного вычислительного комплекса СВК (1973—1975 годы) и операционной системы реального времени для него (1977 год).
- Разработка многопроцессорной вычислительной системы СЕВАН (1985—1987 годы) и многопроцессорной операционной системы реального времени для неё (1986 год).